# Josef Tadeáš Klinkoš
Josef Tadeáš Klinkoš (německy Joseph Thaddäus Klinkosch; 24. října 1734 Praha – 16. dubna 1778 Praha) byl česko-německý anatom, chirurg, patolog, odborný spisovatel a vysokoškolský pedagog.

## Život
Narodil se v Praze. Vystudoval zdejší jezuitskou školu v Klementinu, v roce 1750 pak začal studovat práva na pražské univerzitě, které roku 1751 vzdal ve prospěch studia medicíny. Během studií na lékařské fakultě se specializoval zejména na anatomii doktorát obhájil disertační prací De sensibilitate et irritabilitate ex experimentis factis deductae. Následně působil Praze jako praktický lékař, již v roce 1762 byl také jmenován mimořádným profesorem lékařství na pražské univerzitě. V roce 1763 získal řádnou profesuru pro anatomii v Praze, později také pro chirurgii.
Klinkosch se prosadil v několika oblastech lékařství. Byl prvním anatomem v Praze (potažmo patrně prvním v českých zemích), který na univerzitě pravidelně pořádal pitevní kurzy, pro potřeby také mj. obstarával nákupy mrtvých těl. Dále v rámci výuky pravidelně prováděl vědecké, zejména fyzikální pokusy. Plodem jeho práce mj. bylo také to, že v roce 1775 instaloval na měšickém zámku nedaleko Prahy první hromosvod v Čechách, mající podobu podobu konstrukce navržené americkým státníkem a také přírodovědcem Benjaminem Franklinem. 
Prosadil se i mimo Prahu jako praktický lékař, mimo jiné v boji s epidemiemi či jako anatom vyšetřující kostní dřeň a kožní buňky. Jako uznání za své služby byl v roce 1775 jmenován členem Akademie věd v německém Göttingenu.
Klinkosch udržoval živou korespondenční výměnu informací o svých výzkumech se svými medicínskými a vědeckými kolegy Gerardem van Swietenem, Albrechtem von Hallerem, Alessandrem Voltou či Janem Ingenhouszem. 
Zemřel 16. dubna 1778 v Praze ve věku 43 let.

## Dílo (výběr)
- Quaestio medica an fetus in utero materno per os nutriatur, Praha, 1764
- Programma quo anatomicam monsteri bicorporei monocephali descriptionem proponit, Claus, Praha 1767
- De natura crustae inflammatoriae in sanguine misso adparentis, Praha, 1773
- Dissertationes medicae selectiores Pragenses, 2 svazky, Walther, Praha, 1775–1793
- Spis o zvířecím magnetismu a samonahraditelné elektrické síle, Gerle, Praha, 1776